# Randallichthys filamentosus
Randallichthys filamentosus – gatunek ryby z rodziny lucjanowatych, jedyny przedstawiciel rodzaju Randallichthys Anderson, Kami & Johnson, 1977. Poławiana na niewielką skalę jako ryba konsumpcyjna.
Występowanie: Ocean Spokojny, na głębokościach od 150–300 m p.p.m.

## Opis
Osiąga do 50 cm długości.